# 阿布·穆斯林

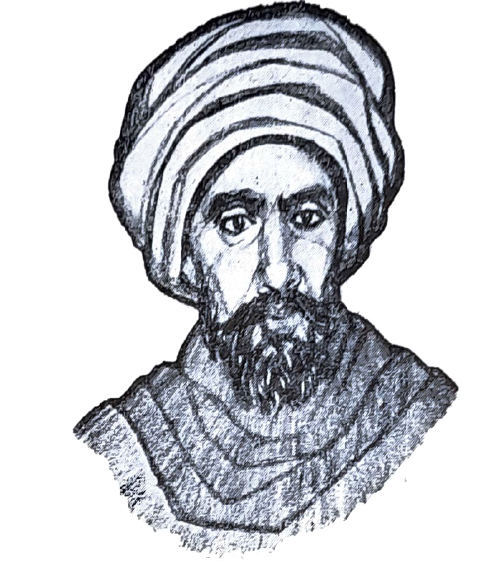
阿布·穆斯林·呼罗珊尼图像

阿布·穆斯林·呼罗珊尼（波斯語：ابو مسلم خراسانى，约718年—755年），伊斯蘭阿拔斯王朝的開國元勳、军人。《新唐書》中称其为并波悉林。

## 生平
阿布·穆斯林出生于今天的阿富汗薩爾普勒省，其出身和前半生的事迹不明，其母是有伊朗血统的奴隸。
745年，阿拔斯王朝的伊瑪目派他率領約500人至呼羅珊（今伊朗北部）地區，發起推翻倭马亚王朝之運動，也順利於750年成功，是黑衣大食阿拔斯王朝的开国元勋。
754年，哈里发阿布·阿拔斯死后，叙利亚总督阿卜杜拉·伊本·阿里起兵同曼苏尔争夺王位。阿布·穆斯林支持曼苏尔一方，11月，两军在努赛宾交战，因阿布·穆斯林在呼罗珊人中的威望，阿卜杜拉·伊本·阿里最终战败。
755年2月13日，阿布·穆斯林被阿拔斯王朝第二代哈里发曼苏尔罗列罪名虐杀。

## 註腳
1. ↑  《新唐书》卷二百二十一下（列传第一百四十六下）·西域下：“有摩诃末者，勇而智，众立为王⋯⋯传十四世，至末换，杀兄伊疾自王，下怨其忍。有呼罗珊木鹿人并波悉林将讨之，徇众曰：助我者，皆黑衣。俄而众数万，即杀末换”
2. ↑  Hamid, Wahed Alikuzai (2011). From Aryana-Khorasan to Afghanistan, pp.12. Trafford Publishing. ISBN 978-1426961137.